# میراوت
میراوت (به اسپانیایی: Miravet) یک منطقهٔ مسکونی در اسپانیا است که در ریبرا دبره واقع شده‌است. میراوت ۳۲٫۳ کیلومتر مربع مساحت دارد.